# Бжозово-Чари
Бжозово-Чари (пол. Brzozowo-Czary) — село в Польщі, у гміні Дзежґово Млавського повіту Мазовецького воєводства.
Населення — 51 особа (2011).
У 1975-1998 роках село належало до Цехановського воєводства.

## Демографія
Демографічна структура станом на 31 березня 2011 року:
|          | Загалом | Допрацездатний вік | Працездатний вік | Постпрацездатний вік |
| -------- | ------- | ------------------ | ---------------- | -------------------- |
| Чоловіки | 23      | 1                  | 19               | 3                    |
| Жінки    | 28      | 6                  | 13               | 9                    |
| Разом    | 51      | 7                  | 32               | 12                   |